# Sutil Companhia de Teatro
A Sutil Companhia de Teatro foi criada em 1993 por Felipe Hirsch e Guilherme Weber em Curitiba, no Paraná.
Algumas das trilhas sonoras de suas peças foram realizadas pela banda de punk rock Beijo AA Força.

## Trabalhos
- 1993 - Baal Babilônia
- 1994 - Um Fausto + Ato V do Fausto dois
- 1997 - Estou te Escrevendo de um País Distante
- 1998 - Juventude
- 1999 - Por um Novo Incêndio Romântico
- 2000 - A Vida é Cheia de Som e Fúria
- 2000 - Os Incendiários
- 2001 - A Memória da Água
- 2001 - Nostalgia
- 2002 - Os Solitários
- 2003 - Alice
- 2003 - A Morte de um Caixeiro Viajante
- 2003 - Temporada de Gripe
- 2005 - Avenida Dropsie / Sketchbook
- 2006 - Ultralyrics
- 2006 - Thom Pain / Lady Grey
- 2006 - O castelo do Barba Azul
- 2007 - Educação sentimental do vampiro
- 2008 - Não sobre o amor